# Enzima convertidora de angiotensina
La enzima convertidora de angiotensina (ECA) (EC 3.4.15.1) es una dicarbopeptidasa que utiliza Zn2+ y Cl- como cofactores. Es producida por varios tejidos corporales tan diversos como el sistema nervioso central, el riñón y el pulmón. Convierte la angiotensina I en angiotensina II, que incrementa la acción vasoconstrictora. La conversión se realiza por rotura de la angiotensina I en la zona (oligopéptido-|-Xaa-Yaa), en donde Xaa no es prolina y Yaa no es ni aspartato ni glutamato.[cita requerida]

## Historia
En 1958, el doctor Leonardo Skeggs, Jr. (1918-2002) consiguió explicar el funcionamiento de la enzima convertidora de angiotensina (ECA). Al principio, se subestimó la importancia de esta enzima para la regulación de la presión sanguínea. 14 años después del descubrimiento de la enzima de conversión de la angiotensina (1970), el farmacólogo Sergio H. Ferreira descubrió que el veneno de la jararaca o víbora lanceolada in vitro inhibe esta enzima. Asimismo, con el pentapéptido BPP5a contenido en este veneno de serpiente se aisló uno de los componentes efectivos.[cita requerida]

## Sistema renina-angiotensina-aldosterona
La enzima actúa sobre el sistema renina-angiotensina-aldosterona, el cual regula la hemodinámica cardiovascular y el balance de electrolitos en los líquidos corporales.[cita requerida]
La renina plasmática convierte el angiotensinógeno en angiotensina I, que no tiene ningún tipo de actividad fisiológica. En las paredes internas de los vasos sanguíneos (endotelio) que se hallan en los órganos (corazón, pulmón, riñón, vasos sanguíneos, células de músculo liso) y en el plasma, la angiotensina I se convierte posteriormente en su forma activa, que se ha dado a llamar angiotensina II. Este paso es gobernado por la enzima convertidora de angiotensina (ECA).[cita requerida]

## Sitios de acción de la ECA
Esta enzima se encuentra ligada a la membrana o circulando en distintos fluidos corporales. La angiotensina II es un potente agente vasoconstrictor, lo que provoca que se eleve la resistencia vascular periférica y, por ende, aumentar la tensión arterial. Actúa de forma específica sobre las arteriolas, aunque tiene acción también sobre las vénulas. En las glándulas suprarrenales, la angiotensina II estimula la secreción de la hormona aldosterona, que trabaja a nivel renal produciendo una reabsorción de sodio y agua y promoviendo la excreción de potasio, lo que provoca aumento de la presión arterial. Posteriormente, la angiotensina II sufre una degradación a angiotensina III por acción de enzimas de nombre angiotensinasas.[cita requerida]

## Fármacos inhibidores de la ECA
Los fármacos inhibidores de la enzima convertidora de angiotensina o IECA se desarrollaron para producir el bloqueo específico del sistema renina-angiotensina-aldosterona. Son medicamentos antihipertensivos que actúan en el punto en que va a ocurrir la transformación de la angiotensina I en angiotensina II. Son medicamentos eficaces en el tratamiento de la hipertensión arterial y de la insuficiencia cardíaca congestiva. Los inhibidores de la ECA, como también se conocen a estos medicamentos, poseen un efecto vasodilatador (hipotensor) y, por otro lado, efecto diurético, lo que supone menor volumen sanguíneo y, en consecuencia, menor retorno sanguíneo al corazón, al inhibir la secreción de aldosterona. Más allá de su efecto antihipertensivo, presenta efectos cardioprotectores que mejoran el remodelado miocardico en pacientes con infarto agudo de miocardio e insuficiencia cardiaca. Tiene además comprobada eficacia en la protección renal, especialmente en pacientes diabéticos.[cita requerida]
Entre estos fármacos, se encuentran el Captopril, el Enalapril y el Lisinopril.[cita requerida]